# シベリア・チュルク語群
シベリア・チュルク語群（シベリア・チュルクごぐん）または北東語群（ほくとうごぐん）は、チュルク語族共通チュルク語派の5つの主要な語群の内の1つ。以下の表は、1998年にラース・ヨハンソンによって発表された分類に基づく。
| チュルク祖語 | シベリア・チュルク語群 | 北シベリア諸語 | 北シベリア諸語         | - サハ語 - ドルガン語 |
| チュルク祖語 | シベリア・チュルク語群 | 南シベリア諸語 | サヤン・チュルク諸語   | - トゥバ語 (Soyot, Uriankhai) - トファ語                                                                                   |
| チュルク祖語 | シベリア・チュルク語群 | 南シベリア諸語 | エニセイ・チュルク諸語 | - ハカス語 - 西部ユグル語 - 富裕キルギス語 - ショル語 (Saghay Qaca, Qizil)                                                 |
| チュルク祖語 | シベリア・チュルク語群 | 南シベリア諸語 | チュリム・チュルク諸語 | - チュリム語(Küerik) |
| チュルク祖語 | シベリア・チュルク語群 | 南シベリア諸語 | アルタイ・チュルク諸語 | - アルタイ語および、その諸方言: トゥバ方言、クマンドゥ方言、クー方言（チャルカン方言）、テレウト方言、テレンギット方言など |

## 脚註
出典
1. ↑  Hammarström, Harald; Forkel, Robert; Haspelmath, Martin et al., eds (2016). “North Siberian Turkic”. Glottolog 2.7. Jena: Max Planck Institute for the Science of Human History
2. ↑  Hammarström, Harald; Forkel, Robert; Haspelmath, Martin et al., eds (2016). “South Siberian Turkic”. Glottolog 2.7. Jena: Max Planck Institute for the Science of Human History
3. ↑  “Lars Johanson”.   turkiclanguages.com (2012年5月5日). 2015年4月閲覧。
4. ↑  Johanson, Lars (1998). “"The History of Turkic"”. In Lars Johanson & Éva Ágnes Csató (英語). The Turkic Languages. London, New York: Routledge. pp. 81-125
5. 1 2  Éva Á. Csató & Lars Johanson. “Classification of Turkic languages”.   turkiclanguages.com. 2008年10月17日閲覧。

註釈
1. ↑  チュルク諸語あるいは、チュルク語族において想定される共通祖語を指すが、その存在自体については論争がある（訳者注）。
2. ↑  いくつかの方言はキルギス語と非常に深い関連性がある(Johanson 1998[5])。